# Central solar fotovoltaica de Mula
La central solar fotovoltaica de Mula es una central de energía fotovoltaica de 494 megavatios (MW) en Mula, Región de Murcia, España. Fue construida por Cobra (Grupo ACS) y se inauguró en julio de 2019. 
En el momento de su inauguración, era la central de energía fotovoltaica más grande en Europa, superando el Parque solar Cestas en Francia.
En diciembre de 2024, la planta fue adquirida por China Three Gorges España, una filial de la estatal China Three Gorges Corporation, en una operación que incluyó la compra de participaciones a Northleaf Capital Partners y Qualitas Energy. Esta adquisición refuerza la presencia de China Three Gorges en el sector de las energías renovables en España, consolidándola como uno de los principales actores en el mercado fotovoltaico del país.
La planta genera aproximadamente 750.000 MWh de energía limpia al año, suficiente para abastecer a una ciudad de 450.000 habitantes. Además, cuenta con un acuerdo de compraventa de energía (PPA) a largo plazo que cubre el 70 % de su producción, garantizando estabilidad en la comercialización de la energía generada.